# Dalmát faligyík

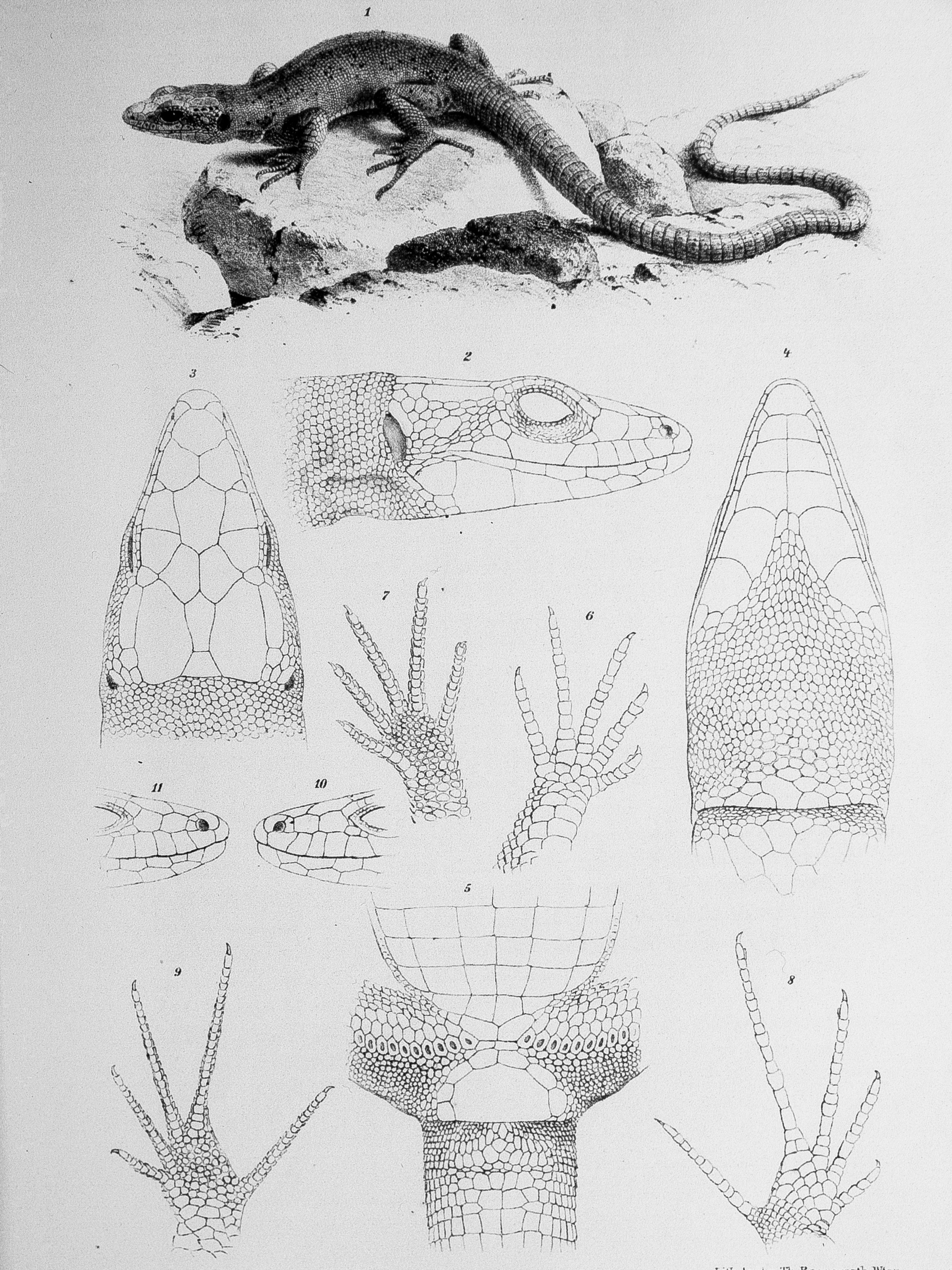
Franz Steindacher ábrázolásai a fajról

A dalmát faligyík (Dinarolacerta mosorensis vagy Lacerta mosorensis) vagy Mosor-faligyík a hüllők (Reptilia) osztályába, a pikkelyes hüllők (Squamata) rendjébe, a gyíkok (Sauria) alrendjébe és a nyakörvösgyíkfélék (Lacertidae) családjába tartozó faj.

## Megjelenése
A dalmát faligyík egy lapított testű gyíkfaj hosszú fejjel és lapított farokkal. A legtöbb mediterrán és általában az összes gyíkhoz képest fő jellemzője, hogy feje és teste erősen lapított. Orrától a kloákáig 7 centiméteresre nő meg, a farka pedig körülbelül kétszer ilyen hosszú. Lábain hosszú ujjai vannak, erős karmokkal.

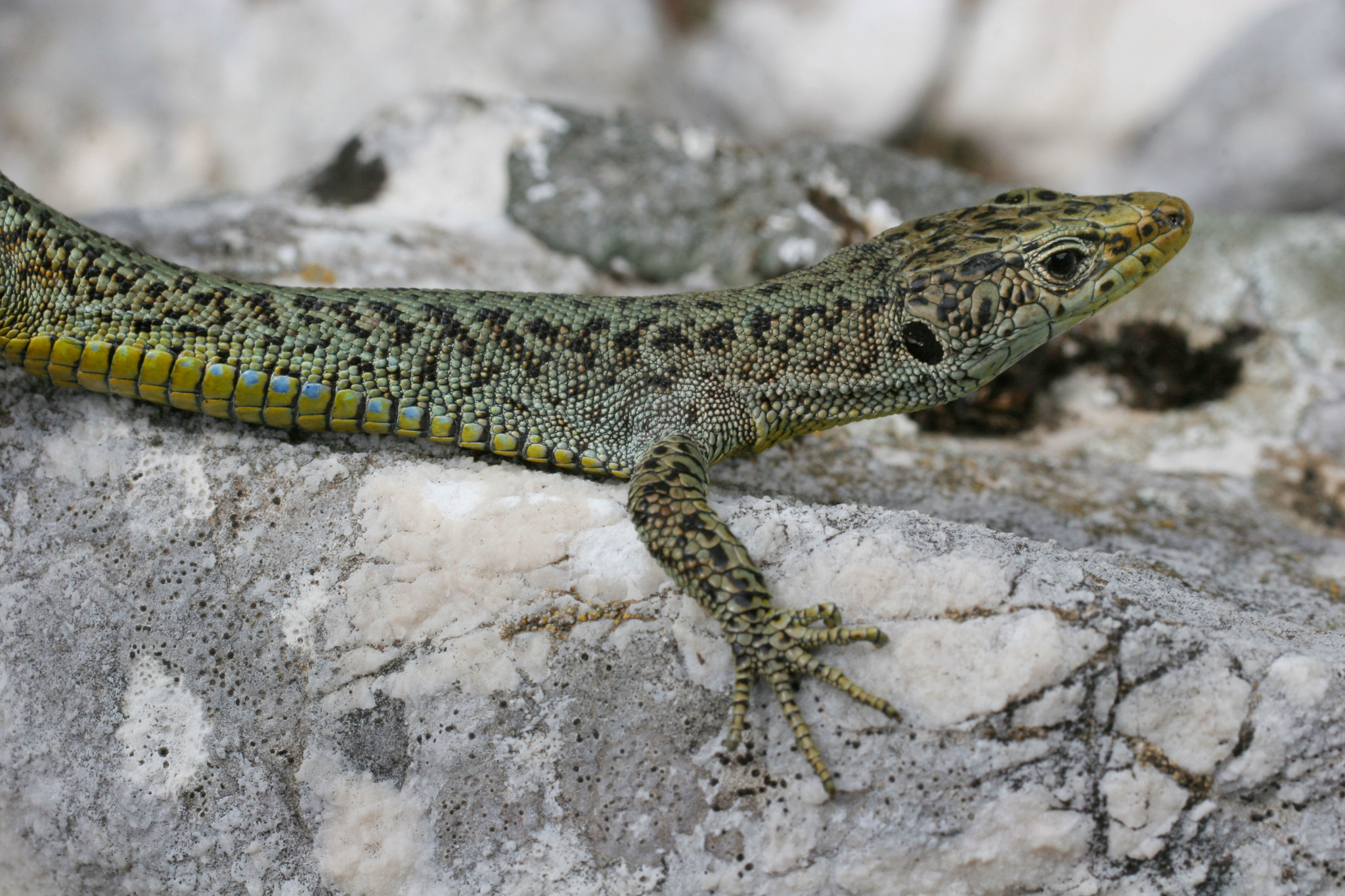
A dalmát faligyík fő jellemzője az erősen lapított fej és test

Hátának felülete kissé fényes, barna, szürkés- vagy olajbarna, sötétebb foltokkal. Egyes példányoknál hiányoznak a sötét jegyek. Oldalai többnyire sötétebbek, a pettyezés pedig a hát közepére is korlátozódhat. Testének alsó része petty nélküli, és a felnőtt állatoknál gyakran szalma- vagy zöldessárga, néha narancssárga, de lehet fehér vagy szürke is; a nőstények hasa néha ólomszürke lehet. A nagyon fiatal állatok felül csaknem feketések, így a jellegzetes foltozás alig látható. Ezen szín a farkon fokozatosan világos vasszürkére változik, ahogy a test alsó oldala is. Más szerzők szerint a fiatalok hasonlóak az idősebbekhez, csak sápadtabb hasúak. A fogságban született fiatalok nagymértékben hasonlítottak a felnőttekre, kivéve, hogy részben kék volt a farkuk. Ez a kék színezés nem annyira intenzív, mint más fajoknál.

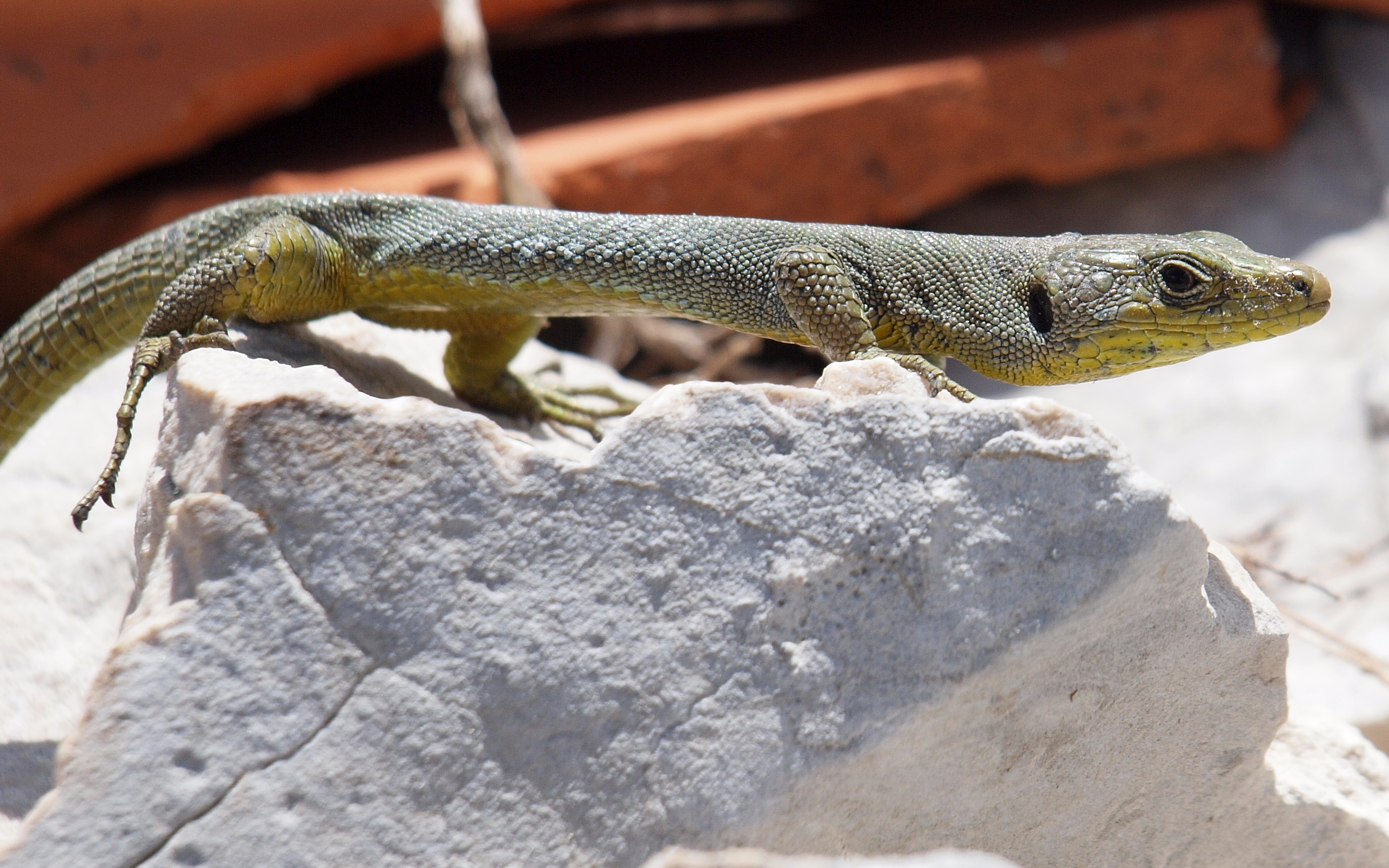
Egyes példányoknál hiányozhatnak a sötét mintázatok

A Magas-Dinaridákon lévő hűvös, párás élőhelyhez alkalmazkodva a tojásrakás során az embriók már részben kifejlődnek. Ez a gyíkok kelési idejét 30 napon belülire rövidíti.

## Elterjedése, élőhelye
Ez a szikla- és hegylakó gyík a part menti karszthegységek vagy a Dinaridák nedves régióiban él 450-1900 méteres tengerszint feletti magasságban. Elterjedése az Adriai-tenger partjától Európa fő vízgyűjtőjéig terjed, és a Tara-szorosban eléri a Duna vízgyűjtő területét. Dél-Horvátországban, Montenegróban és Hercegovinában egy elkülönült, elszigetelt hegyláncokra tagolt elterjedési területe van. A karsztos sziklaalakzatok magas hegyekben, például a szub-Adriai Orjenben a Kotori-öbölben vagy a magas-dinári Durmitor-hegységben, a parttól távol, élőhelyül szolgálnak, ahol mindig réteges vagy partos, hatalmas mészkősziklákon élnek, amelyek a Šibljak formációban (lombos szupra-mediterrán bokorképződmények), páncélfenyő-erdőben vagy borókabokorban, néha víz közelében találhatók. Jelen lehet Észak-Albániában is, de ennek megerősítéséhez további felmérésekre van szükség.
A dalmát faligyík egyes élőhelyei oromediterrán reliktumhelyeknek számítanak, ahol a faj többé-kevésbé biogeográfiai szigeteken, nedves hegycsoportokon él. Itt az interglaciális periódusokban alacsonyabb tengerszint feletti magasságban lévő gleccserei visszavonulási területeiről függőleges vándorlás útján hűvösebb és nedvesebb zónákba menekült.
Csak 2007-ben sikerült a nagyon hasonló és közeli rokonságban álló prokletijei gyíkot a montenegrói Prokletijéből, mint kriptofajt a dalmát faligyíkról leválasztani. A dalmát és prokletijei faligyíkok genetikailag elszigetelt populációi a jégkorszaki lehűlés és a Morača-kanyon mély bevágása által okozott térbeli elkülönülés miatt, egymást helyettesítő fajként - amelyek egyébként hasonló élőhelyeken élnek - keletkeztek egy erősen megkönnyebbült élőhelyen. Kívülről nézve csak néhány megkülönböztető jegy van a két faj között, különösen azonban a prokletijei gyík kisebb marad a dalmát faligyíknál.

## Életmódja
A dalmát faligyík félénk, de kíváncsi állat. Nagyon mozgékony, ügyesen mászik, és könnyedén tud több méter szélesen és mélyen átugrani a karsztréseken, az úgynevezett karrmezőkön. Kisebb csoportokban is megfigyelhetők, és mindig csupasz sziklákon találhatók. Téli szálláshelyeiről már áprilisban, egy hónappal az alacsonyabban élő fajok után bújik elő. Július végén és augusztus elején négy-hat tojást raknak, a tojások viszonylag nagyok és rózsaszín árnyalatúak. A bab alakú tojások 10-15 milliméter hosszúak és 6-8 milliméter átmérőjűek; a fiatal állatok szeptember végén kelnek ki. Az állatok júniusban párosodnak, a tojásrakás július közepe és vége között zajlik, a kelési idő pedig 23 nap. Az összes gyík közül a dalmát faligyík kelési ideje a legrövidebb.
Téli pihenőjére októberben vonul. Bár nagyon félénk természetű faj, állítólag fogságban kifejezetten bizalmas. Természetes élőhelyén a dalmát faligyík nagy számban fordul elő, ami a faj kevés ellenségének is tulajdonítható magashegységi biotópjaiban.

## Természetvédelmi helyzete
A dalmát faligyík területileg igen korlátozott elterjedése és különleges élőhelye miatt Európa egyik legritkább gyíkja. Mint minden európai hüllő, e faj is szerepel a Berni Egyezmény II. függelékében, így az Európai Unión belül szigorú védelmet élvez; az állatokat nem szabad megölni vagy elfogni.
A fajt a Természetvédelmi Világszövetség (IUCN) sebezhetőként sorolja be, mivel elterjedési területe 2000 négyzetkilométernél kisebb és erősen szétaprózódott, élőhelyének kiterjedése és minősége csökken. A fakitermelés miatti megfelelő élőhely elvesztése fenyegeti, a védett területeken belül is. A múltban az állatok kisállat-kereskedelem céljára történő begyűjtése is veszélyt jelentett; valószínű, hogy a kis léptékű illegális kereskedelem folytatódik.

## Fordítás
Ez a szócikk részben vagy egészben  a   Mosoreidechse című német Wikipédia-szócikk ezen változatának fordításán alapul.  Az eredeti cikk szerkesztőit annak laptörténete sorolja fel. Ez a jelzés csupán a megfogalmazás eredetét és a szerzői jogokat jelzi, nem szolgál a cikkben szereplő információk forrásmegjelöléseként.
Ez a szócikk részben vagy egészben  a   Mosor rock lizard című angol Wikipédia-szócikk ezen változatának fordításán alapul.  Az eredeti cikk szerkesztőit annak laptörténete sorolja fel. Ez a jelzés csupán a megfogalmazás eredetét és a szerzői jogokat jelzi, nem szolgál a cikkben szereplő információk forrásmegjelöléseként.